# Кіріцешть (Сусень, Арджеш)
Кіріцешть, Кіріцешті (рум. Chirițești) — село у повіті Арджеш в Румунії. Входить до складу комуни Сусень.
Село розташоване на відстані 93 км на захід від Бухареста, 18 км на південний схід від Пітешть, 101 км на північний схід від Крайови, 115 км на південний захід від Брашова.

## Населення
За даними перепису населення 2002 року у селі проживала 71 особа, усі — румуни. Усі жителі села рідною мовою назвали румунську.